# Julieta Egurrola
Julieta Egurrola (Cidade do México, 13 de junho de 1953) é uma atriz mexicana.

## Filmografia

### Televisão
- Caer en tentación (2017-18) - Miriam Vda. de Becker
- Mujeres de negro (2016) - Isabela Aldama Vda. de Zamora
- Los Rey (2012) .... Juliana Mariscal
- Emperatriz (2011) .... Perfecta Jurado
- La loba (2010) .... Carmen Vennua "La Güera"
- Vivir por ti (2008) .... Mercedes
- Montecristo (2006) .... Sara
- Machos (2005) .... Valentina Fernández
- La heredera (2004) .... Dulce Regina Sergio Torres
- Mirada de mujer: El regreso (2003) .... Adela de Chacón
- Cara o cruz (2002) .... Matilde Sosa de Alcántara
- La duda (2002) .... Teresa
- La calle de las novias (2000) .... Diana de Mendoza
- Háblame de amor (1999) .... Laura
- Señora (1998) .... Dolores / Victoria Santacruz
- La culpa (1996) .... Irma
- Si Dios me quita la vida (1995) .... Antonieta Vidal
- El vuelo del águila (1994) .... Luisa Romero Rubio
- Prisionera de amor (1994) .... Flavia Monasterios
- Triángulo (1992) .... Ana Linares de Villafranca
- Atrapada (1991) .... Josefina "Fina" vda. Montero
- Yo compro esa mujer (1990) .... Isabel de Marín
- Dulce desafío (1989) .... Refugio Díaz Vda. de Castro
- Encadenados (1988) .... Jacinta
- Quinceañera (1987) .... Carmen Sarcoser de Fernández
- La pobre señorita Limantour (1987) .... Antonieta
- Martín Garatuza (1986) .... Sarmiento
- Tú o nadie (1985) .... Meche
- Bodas de odio (1983) .... Josefina de Icaza
- El árabe (1980) .... Diana Mayo
- El cielo es para todos (1979)
- Pasiones encendidas (1978) .... Alba
- Mamá campanita (1978)

### Cinema
- La revolución de Juan Escopeta (2011) La Monja (voz)
- Pentimento (2009)
- Amor letra por letra (2008) .... Consuelo
- Revotando (2007)
- Familia tortuga (2006)
- Efectos secundarios (2006) .... Carola
- Nunca más (2005)
- Santos peregrinos (2004) .... Juanita
- Otilia Rauda (2001) .... Madre de Otilia
- En el país de no pasa nada (2000) .... Elena Lascuráin
- Crónica de un desayuno (1999) .... Seño Fonda
- El evangelio de las Maravillas (1998) .... Madre de Tomasa
- Fin de juego (1998)
- Profundo carmesí (1996) .... Juanita Norton
- Jonás y la ballena rosada (1995)
- Principio y fin (1993) .... Ignacia Botero
- Mina (1992)
- Revenge (1990)
- Cartas a María Teresa (1989)
- Las apariencias engañan (1983)
- Un frágil retorno (1981)
- Enroque (1981)
- La mujer perfecta (1979) .... Claudia
- María de mi corazón (1979)
- El infierno tan temido (1975)

## Prêmios e indicações

### Ariel
| Ano  | Categoria                  | Filme                  | Resultado |
| ---- | -------------------------- | ---------------------- | --------- |
| 2001 | Melhor atriz de quadro     | Crónica de un desayuno | Indicado  |
| 1997 | Melhor co-atuação feminina | Profundo carmesí       | Venceu    |
| 1994 | Melhor atriz               | Principio y fin        | Indicado  |

### TVyNovelas
| Ano  | Categoria                    | Telenovela         | Resultado |
| ---- | ---------------------------- | ------------------ | --------- |
| 2018 | Melhor vilã                  | Caer en tentación  | Indicado  |
| 2018 | Melhor primeira atriz        | Caer en tentación  | Indicado  |
| 1995 | Melhor atriz antagonista     | Prisionera de amor | Indicado  |
| 1993 | Melhor atriz co-protagonista | Triángulo          | Indicado  |
| 1984 | Revelação feminina           | Bodas de odio      | Venceu    |